# 埼玉中央農業協同組合
埼玉中央農業協同組合（さいたまちゅうおうのうぎょうきょうどうくみあい）は、埼玉県東松山市に本店を置く農業協同組合。通称、JA埼玉中央。

## 概要
- 1996年（平成8年）4月1日 - 比企郡管内の8つの農協（東松山市、滑川町、嵐山町、埼玉小川、都幾川、鳩山町、川島町、吉見町）が合併し「埼玉中央農業協同組合」が発足。
- 2001年（平成13年）4月1日 - 東秩父村農協と合併。

- 管轄は、東松山市、比企郡滑川町、嵐山町、小川町、ときがわ町、鳩山町、川島町、吉見町及び秩父郡東秩父村の1市7町1村。

## 店舗
- 東松山市

本店、大岡支店、唐子支店、高坂支店、野本支店
- 滑川町

滑川支店
- 嵐山町

嵐山支店、菅谷支店
- 小川町

小川支店、竹沢支店、八和田支店
- ときがわ町

都幾川支店、玉川支店
- 鳩山町

鳩山支店
- 川島町

川島支店、中山支店、三保谷支店、出丸支店、小見野支店
- 吉見町

東吉見支店、南吉見支店、西吉見支店、北吉見支店
- 東秩父村

東秩父支店